# Christian Faul
Christian Faul (* 14. Juni 1949 in Graz) ist ein österreichischer Politiker (Team Stronach, zuvor SPÖ) und ehemaliger Hauptschuldirektor. Von 1999 bis zu seinem Rücktritt 2010 war er Abgeordneter zum Nationalrat.

## Ausbildung und Beruf
Christian Faul besuchte zwischen 1955 und 1959 die Volksschule in Sankt Ruprecht an der Raab und absolvierte danach die örtliche Hauptschule. 1963 wechselte er an das musisch-pädagogische Realgymnasium, das er 1968 mit der Matura abschloss. 1968 bis 1970 ließ er sich an der Pädagogischen Akademie zum Volksschullehrer ausbilden.
Faul arbeitete ab 1970 als Hauptschullehrer und war von 1984 bis 2009 Hauptschuldirektor in Weiz.

## Politische Laufbahn
Faul begann seine politische Laufbahn als Mitglied des Gemeinderates und Stadtrat von Weiz (1990 bis 1992). Von 1992 bis 1999 hatte er die Funktion des Vizebürgermeisters von Weiz inne und ist seit dem Jahr 2000 Bezirksparteivorsitzender der SPÖ Weiz. Zudem ist Faul seit 1975 Bezirksvorsitzender des Sozialdemokratischen Lehrervereins Österreichs (SLÖ) im Bezirk Weiz. Faul war ab dem 29. Oktober 1999 Abgeordneter zum Nationalrat. In der XIII. Gesetzgebungsperiode vertrat Faul die SPÖ in den Ausschüssen Land- und Forstwirtschaft, Sportangelegenheiten, Rechnungshof, Tourismus, Unterricht und Landesverteidigung. Er hatte ein Mandat des Wahlkreises 6E (Steiermark Ost) inne.

### Beschimpfungs-Kontroverse
Christian Faul sorgte am 19. Mai 2009 für Aufsehen, als er am Rednerpult des Nationalrats den BZÖ-Abgeordneten Gerald Grosz beschimpfte, indem er sagte: „Sie sind für mich im Sternzeichen ein Krokodil: eine große „Papp’n“ und ein kleines Hirn – das muss ich Ihnen einmal sagen.“ Des Weiteren fiel über Grosz in diesem Zeitraum die Äußerung: „Du bist genau um den Schädel zu klein, wo das Hirn drin sein sollte“.
Das BZÖ äußerte daraufhin die Vermutung, dass Faul unter Alkoholeinfluss stand, worauf sich dieser einem freiwilligen Alkoholtest unterzog, welcher 0,0 Promille ergab.

### Rücktritt
Beim sogenannten Mulbratlfest in Weiz Ende August 2010 soll Faul wiederum Gerald Grosz beschimpft haben. Als ein Moderator diesen als weiteren Ehrengast ankündigen wollte, soll Faul dem Moderator mit den Worten „Dieses Arschloch wird in Weiz sicher nicht begrüßt“ ins Wort gefallen sein. Ebenso soll Faul wenige Tage zuvor während einer Nationalratssitzung einen Fotografen und einen Kameramann des Senders ATV attackiert haben. Die Grünen forderten nach dieser Attacke eine Entschuldigung des SP-Parlamentsklubs, der BZÖ-Mandatar Grosz einen Rücktritt des Abgeordneten.
Nach einem Gespräch zwischen Faul und dem steirischen SPÖ-Landesvorsitzenden Franz Voves kündigte dessen Büro am 31. August 2010 den Rücktritt Fauls vom Nationalratsmandat an. Zusätzlich waren laut Zeitungsberichten anonyme Beschwerden laut geworden, Faul habe als Lehrer Schüler geschlagen. Faul wurde als Kulturreferent im Gemeinderat von Oswin Donnerer abgelöst.

### Wechsel zu Stronach
Im September 2012 gab Faul bekannt, aus der SPÖ auszutreten und sich künftig in der neugegründeten Partei von Frank Stronach, dem Team Stronach, zu engagieren. Er ist Mitglied des Landesvorstands im Team Stronach für Steiermark.

## Auszeichnungen (Auszug)
- 2005: Goldenes Verdienstzeichen der Republik Österreich[9]
- Goldenes Ehrenzeichen des Landes Steiermark